# Shush
Shush of Susa (Perzisch: شوش – Shush) is een stad in de Iraanse provincie Khūzestān. In 2005 had Shush 64.960 inwoners. De naam van de stad moet niet verward worden met die van Shushtar, een andere plaats in West-Iran.
Nabij Shush liggen de overblijfselen van de oude stad Susa. Dit was in de oudheid een stad in het Elamitische, het Perzische en Parthische Rijk. Susa staat onder sjiieten en in de Perzisch-joodse gemeenschap ook bekend als de plaats waar de profeet Daniël begraven is.

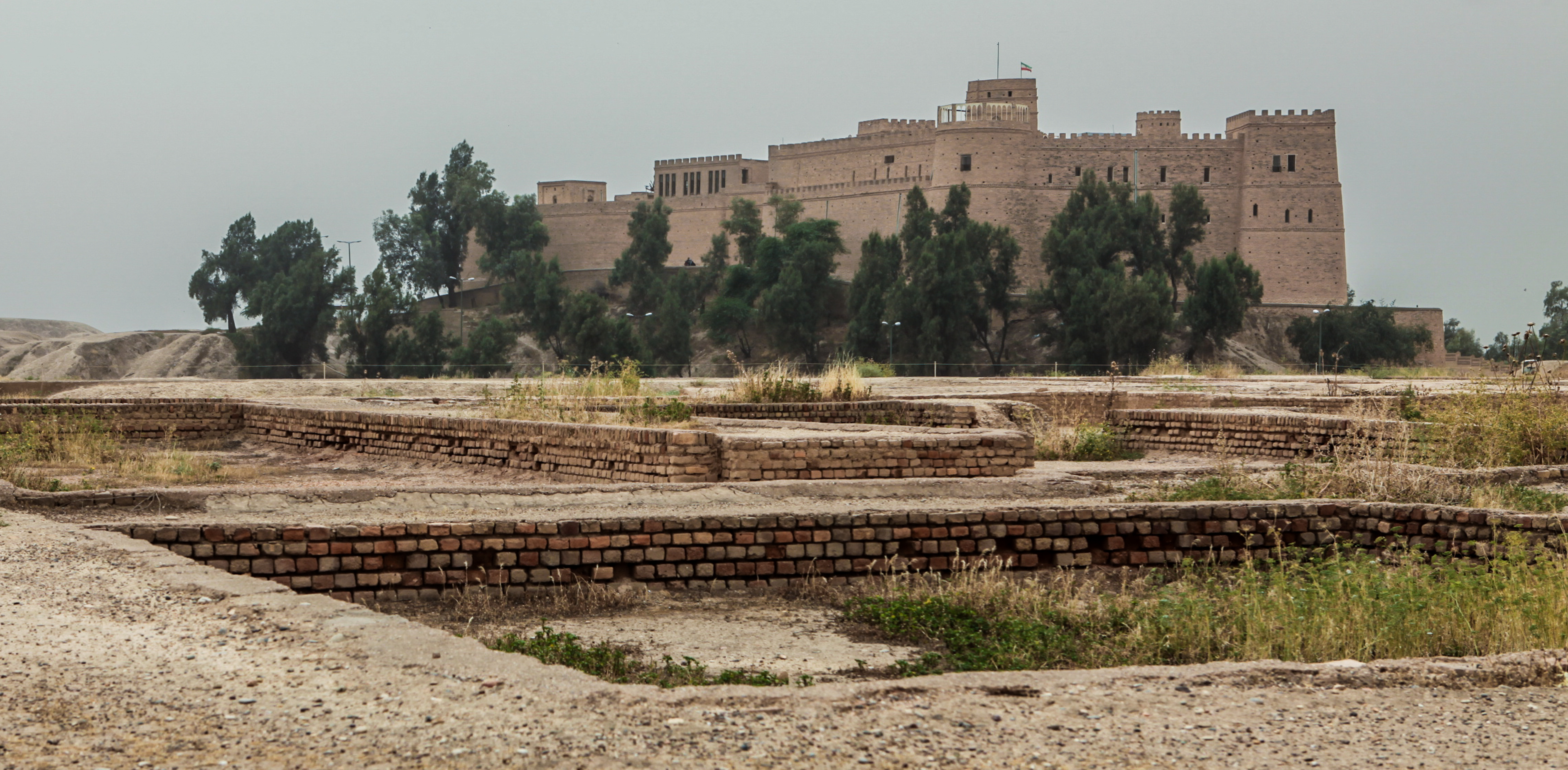
Kasteel van Shush, met op de voorgrond de archeologische site
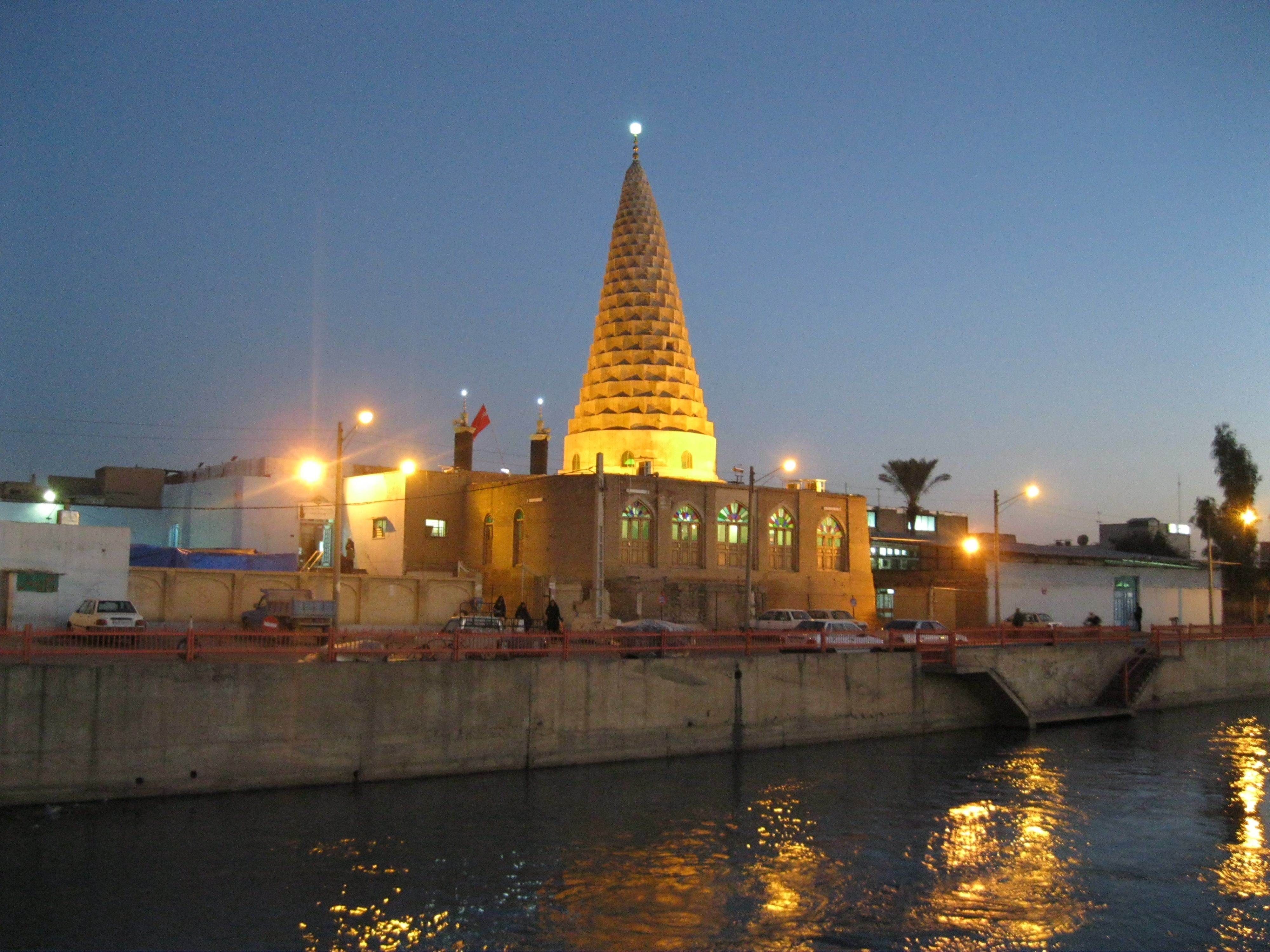
Graf van Daniël